# 蒋发
蔣發（？—？），明代萬曆年間武術家，河南温县人，太極拳界重要人物。楊、吳、武、孫、及趙堡五派太極門分別視他為將太極傳與陳家溝第十四世祖陳長興之祖師，和創立趙堡太極門的開宗掌門。但其生平不詳，考證有爭議。

## 簡介
- 在民國初年，楊家太極楊澄甫著《太極拳體用全書》在自序中說：“先大父更詔之日，太極拳創自宋末張三丰，傳之者，為王宗岳、陳州同、張松溪、蔣發諸人相承不絕。陳長興師，乃蔣發惟一之弟子。”(註1)
- 武氏太極拳，源於『楊露禪』。由武禹襄所創，禹襄之甥李亦畬1867年的《太極拳小序》載：「太極拳不知始自何人，其精微巧妙，王宗岳論詳且盡矣。後傳至河南陳家溝陳姓，神而明者，代不數人。我郡南關楊(露禪)某，愛而往學焉。------。僅能得其大概。素聞豫省懷慶府趙堡鎮，有陳姓名清平者，精於是技，………。」未見蔣發之名。
- 陳氏太極拳傳人陳鑫所著《陳氏太極拳圖說》中，載有《杜育萬述蔣發受山西師傳歌訣》一首。杜育萬為趙堡傳人。證明所謂之《杜育萬述蔣發受山西師傳歌訣》由趙堡傳出。陳鑫後來澄清由於錯誤引述，而否認蔣發此人。
- 唐豪的《王宗岳考》，證明王宗岳為山西人，清乾隆五十六年（1791年）在洛陽，後至開封，乾隆六十年（1795年）尚健在。未有提及蔣發之名。
- 近年，李派太極傳人公佈了其認為是陳長興所書，關於太極拳源流的一篇《序》，擇錄如下：... 王宗岳...武當派...，(陳長興)在蔣門下，學藝廿載，陳長興幼年，亦練少林外家拳棒。...有山右王宗岳，及江南甘鳳池。吾師（蔣發）從太夫子王宗岳學藝十載，盡得內家真傳，又得甘鳳池、張鳳儀二傳授，...。興從吾師，學習太極拳術各層功夫，並各般槍法、刀法、劍法，及內功練氣諸法。...即知河南溫州派，自蔣氏始。庶乎可報吾師門教誨深恩於萬一也。下署《 嘉慶 元年 菊月 溫州 陳長興 謹序》 
  - 據李派傳人稱，《陳序》由『楊露禪』晚年傳下，未有提供佐證及來源。(見雍陽人《太極拳源流考證》體育文史·1988·4)
- 另有一說法，蔣發之父蔣把式把砲捶傳授給陳王庭，後蔣發從王宗岳學得武當內家太極拳而傳入陳家溝。傳說蔣把式曾經參加過李際遇的反抗明逼糧運動，後來又成為反清力量。引至清朝初期，禁止漢人習武。所以不可以洩露蔣氏身世云云。
  - 當地人稱蔣發為蔣把式，與此說中云蔣把式為蔣發之父有異。
- 陳照丕（1893－1979），字績甫，陳氏第十八世，陳氏太極拳第十代傳人。所著《陳氏太極拳彙宗》：“……奏庭公老年，繪一肖像，以蔣發侍立，用示後人，至今像存祠中。……”